# Парк Фолс (Висконсин)
Парк Фолс (енгл. Park Falls) град је у америчкој савезној држави Висконсин.

## Демографија
По попису из 2010. године број становника је 2.462, што је 331 (-11,9%) становника мање него 2000. године.
| Група             | 2000.         | 2010.         |
| Белци             | 2.710 (97,0%) | 2.316 (94,1%) |
| Афроамериканци    | 3 (0,1%)      | 10 (0,4%)     |
| Азијати           | 24 (0,9%)     | 15 (0,6%)     |
| Хиспаноамериканци | 30 (1,1%)     | 24 (1,0%)     |
| Укупно            | 2.793         | 2.462         |